# イワセントウソウ
イワセントウソウ（岩仙洞草、学名: Pternopetalum tanakae）は、セリ科イワセントウソウ属の多年草。

## 特徴
地下茎は細長い。茎は単一で直立し、高さ10-30cmになり、枝を出さない。根出葉は長い葉柄があり、2-3回3出羽状複葉で、小葉は深く切り込む。茎につく葉は1個あり、ふつう根出葉とは異なって単羽状複葉となり、羽片は細い線形で切れ込まないが、まれに根出葉と同様に切れ込む。
花期は5-6月。茎先に複散形花序を1個つける。花柄は細く糸状で10-20個あり、小花柄は2-3個あって短く、白色の小型の5弁の花をつける。花弁は平たい卵形、萼歯片は目立たない。花序の下の総苞片は無く、小花序の下の小総苞片は少ない。雄蕊は5個あり、下位子房がある。果実は卵形で、長さ2mmになり、無毛。分果の横断面は円形となり、果皮は薄く、隆条は細く目立たない。油管は細く、分果の表面側の各背溝下に1個ずつ、分果が接しあう合生面に2個ある。

## 分布と生育環境
日本では、本州、四国、九州に分布し、深山の木陰の湿った岩場や苔上などに生育する。世界では、朝鮮半島、中国大陸に分布する。

## 名前の由来
和名イワセントウソウは、「岩仙洞草」の意で、同科セントウソウ属セントウソウより深山に生え、岩の割れ目などに生えるのでいう。

## ギャラリー

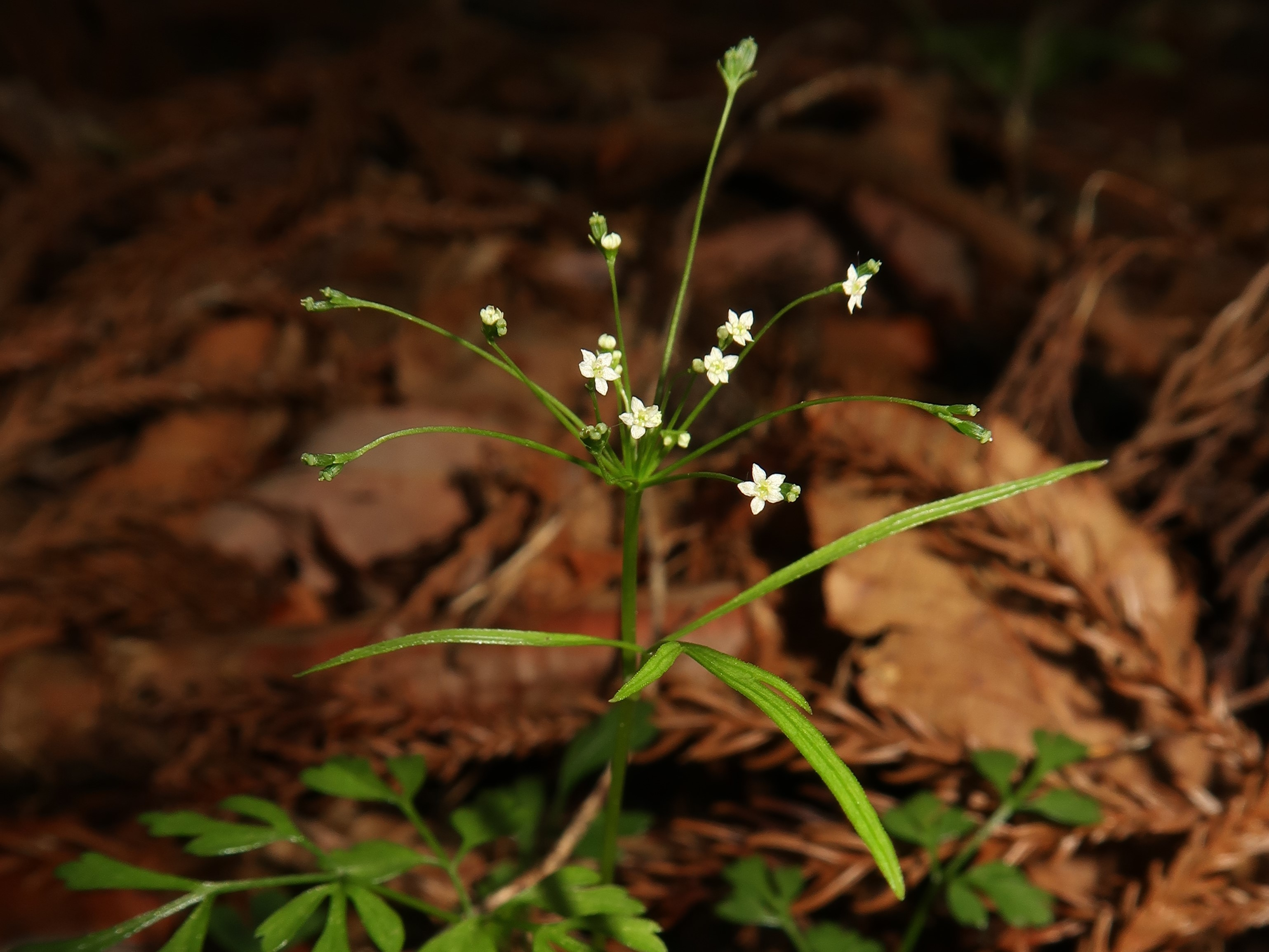
茎葉は単羽状複葉で、羽片は細い線形。複散形花序の花柄は糸状。小花柄は2-3個あって短く、白色の小型の5弁花をつける。
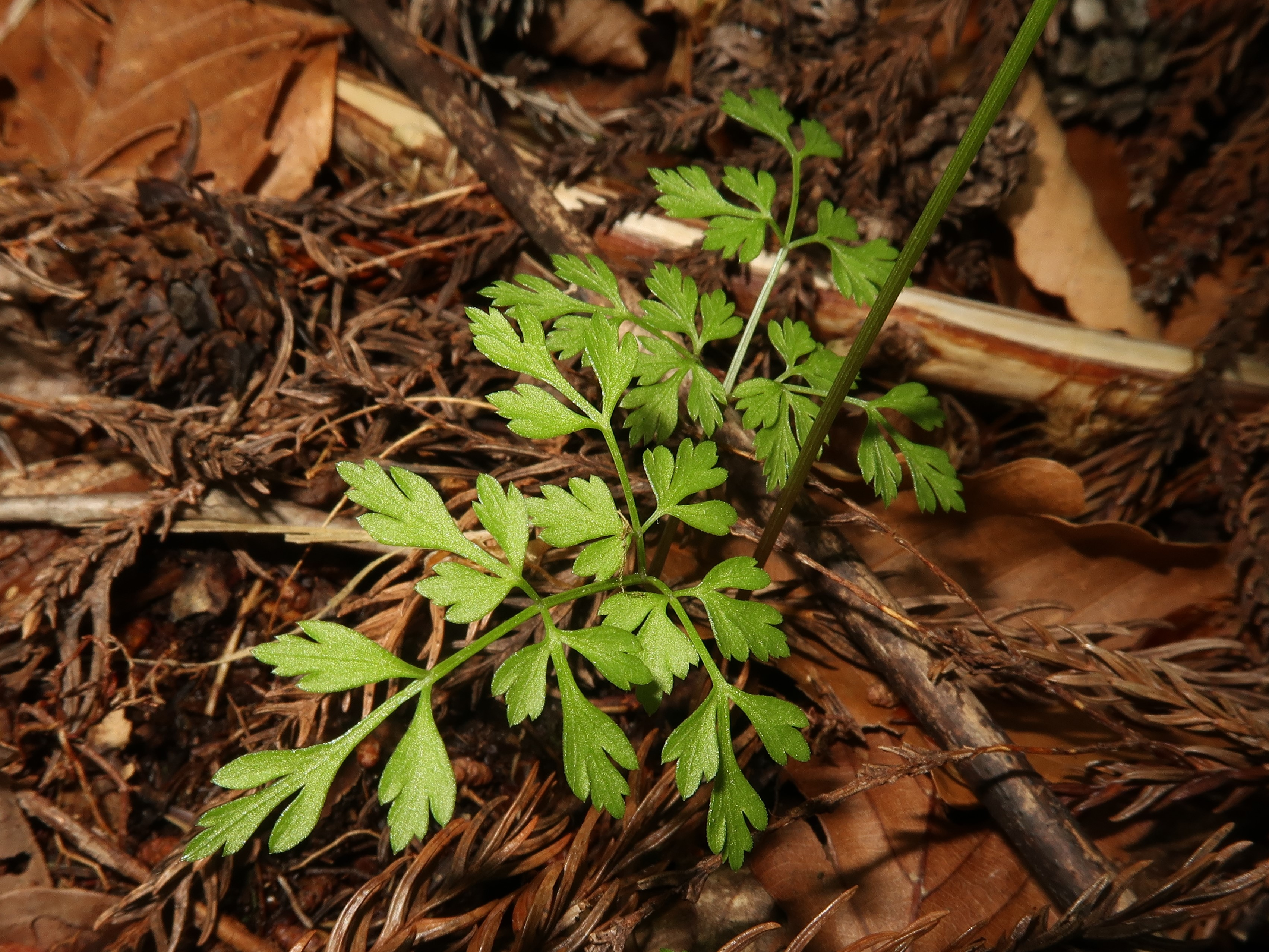
根出葉は2-3回3出羽状複葉で、小葉は深く切り込む。